# Santo António dos Cavaleiros
Santo António dos Cavaleiros era una freguesia portuguesa del municipio de Loures, distrito de Lisboa.

## Historia
Fue suprimida el 28 de enero de 2013, en aplicación de una resolución de la Asamblea de la República portuguesa promulgada el 16 de enero de 2013 al unirse con la freguesia de Frielas, formando la nueva freguesia de Santo António dos Cavaleiros e Frielas.